# World Doubles Cup 1995
World Doubles Cup 1995 został rozegrany w dniach 24–30 maja 1995 roku. Turniej został przeniesiony z Wesley Chapel na florydzie do Edynburga.
Broniące tytułu sprzed roku Jana Novotná i Arantxa Sánchez Vicario nie wystartowały w turnieju. Pod ich nieobecność po trofeum sięgnęła para Meredith McGrath – Łarysa Neiland, która w finale pokonała Manon Bollegraf i Rennae Stubbs.

## Zawodniczki rozstawione
| Numer | Tenisistki                          | Osiągnięcie |
| ----- | ----------------------------------- | ----------- |
| 01    | Meredith McGrath Łarysa Neiland     | zwycięstwo  |
| 02    | Manon Bollegraf Rennae Stubbs       | finał       |
| 03    | Nicole Arendt Laura Golarsa         | ćwierćfinał |
| 04    | Katrina Adams Zina Garrison-Jackson | półfinał    |